# Gobiobotia brevirostris
Gobiobotia brevirostris är en fiskart som beskrevs av Chen och Cao, 1977. Gobiobotia brevirostris ingår i släktet Gobiobotia och familjen karpfiskar. Inga underarter finns listade i Catalogue of Life.